# Bandeira da Bolívia
A bandeira estatal da Bolívia foi originalmente adotada em 1851. Consiste de listras horizontais de vermelho, amarelo e verde e contém o brasão de armas da Bolívia no centro. A bandeira nacional omite o brasão.As suas cores significam:
- Vermelho : O sangue derramado pelos heróis para o nascimento e preservação da república.
- Amarelo: O ouro, as riquezas e recursos minerais
- Verde: A natureza e a esperança

## Outras Bandeiras

Bandeira estatal usada em terra e mar
Bandeira militar em terra
Bandeira naval militar, da Força Naval Boliviana
Wiphala
Bandeira da flor do patujú

## Bandeiras Históricas

Bandeira Menor (1825-1826)
Bandeira Maior (1825-1826)
Bandeira Menor (1826-1851)
Bandeira Maior (1826-1851)

## Bandeiras departamentais

Bandeira de El Beni
Bandeira de Chuquisaca
Bandeira de Cochabamba
Bandeira de La Paz
Bandeira de Oruro
Bandeira de Pando
Bandeira de Potosí
Bandeira de Santa Cruz
Bandeira de Tarija